# Лимерикское кружево

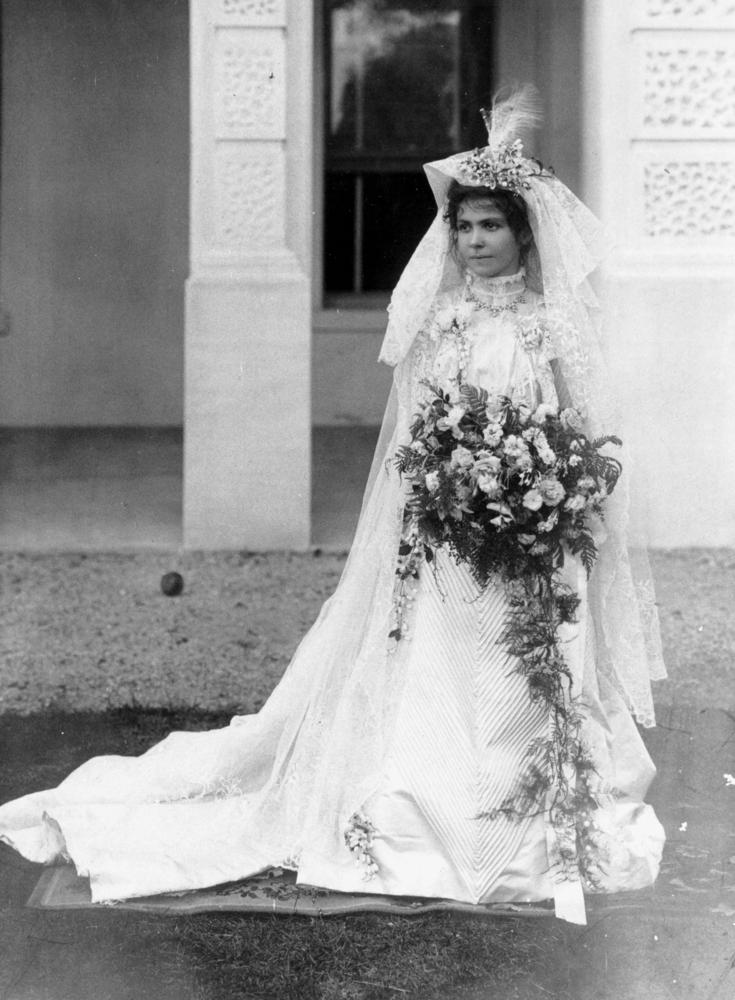
Мэри Томас Ипсвич в день своей свадьбы, апрель 1901 года, Ипсвич в кружевной фате из Лимерика.

Лимерикское кружево — это особый класс кружев, происходящий из Лимерика, Ирландия, который позже стал производиться по всей стране.
Лимерикское кружево представляет собой гибридное кружево, вышитое игольным или вязанным крючком кружевом на сетчатой основе машинного производства. Это «смешанное кружево», а не «настоящее кружево», которое было бы полностью ручной работы.
Лимерикское кружево бывает двух видов:
- тамбурное кружево, которое делается путем натягивания сетки на раму, как тамбурин, и протягивания через неё ниток с помощью крючка
- иглопробивное кружево, которое делается с помощью иглы для вышивки на сетке. фон.

Кружево возникло после изобретения машины для изготовления тюля в 1808 году. Сетка ручной работы была очень дорогой тканью, пока Джон Хиткоут не изобрел машину для изготовления сетей в Девоне в 1815 году.
Это означало, что дешёвая сетка стала доступна ирландским кружевницам, особенно после 1823 года, когда истек срок действия патента Хиткоута.
Кружево отличалось разнообразием ажурных наполнителей, в одном воротнике их было до 47 различных.

## История
Кружевная промышленность Лимерика была основана в 1829 году Чарльзом Уокером, уроженцем Оксфордшира.
Историю лимерикского кружева можно разделить на два широких периода:
- период фабричного производства (1829—1870 гг.)
- период домашнего и мастерского производства (1870—1914 гг.).

В 1829 году Уокер привез более 24 девушек для обучения кружевоплетению в Лимерике, привлеченный в этот район наличием дешёвой квалифицированной женской рабочей силы, и его бизнес процветал. Чарльз Уокер выбрал Лимерик после посещения различных мест для бизнеса. В Лимерике была процветающая перчаточная промышленность, но в то время было большое количество безработных женщин с традициями фабричной работы.
Лимерикское кружево первые сорок лет своего существования производилось в основном на фабриках. Между 1830-ми и 1860-ми годами в Лимерике работало несколько кружевных фабрик. Вторая кружевная фабрика города была основана в 1835 году Уильямом Ллойдом сначала на Клэр-стрит, а затем в Эбби-Корт недалеко от Николас-стрит. В 1841 году у него работало 400 женщин и девушек. В 1836 году Лейчестер Гривз (1809—1847), житель Корка, открыл фабрику в Лимерике. На этих кружевных фабриках работало почти 2000 женщин и девушек.
В 1840-х годах лимерикское кружевоплетение было представлено ряду монастырей и монастырских учреждений как в Лимерике, так и в других местах.
В 1850 году кружевоплетение было представлено в монастыре Доброго Пастыря на Клэр-стрит в Лимерике, но оно также производилось в других религиозных домах, расположенных в городе, в том числе в Презентационном монастыре на Секстон-стрит и в монастыре Милосердия на горе Сент-Винсент, на О' Коннелл Авеню. Кружево было широко распространено по всей Ирландии католическими религиозными сестрами, стремившимися найти работу во время голода. Они представили его нескольким другим монастырям, в том числе религиозным домам в Йоле, Кинсейле, Восточном Данморе, Кахиркивине и Кенмэре . В монастыре Доброго Пастыря, последнем центре кружевоплетения в Лимерике, производство прекратилось в 1990 году.
В 1860-х и 1870-х годах кружевная промышленность Лимерика быстро пришла в упадок из-за того, что рынок был наводнен полностью машинным кружевом, в основном из Ноттингема . Одной из причин этого периода упадка было осознание того, что для красивого кружева необходим дизайн. После Коркской промышленной выставки 1883 года президент Королевского колледжа в Корке написал: «… только хорошо продуманное и прекрасно выполненное кружево, [которое] может устоять перед машинным кружевом».
Кружево было возрождено в 1880-х годах благодаря работе Флоренс Вере О’Брайен (1858—1936), которая основала школу кружева в Лимерике, которая открылась с восемью учениками в мае 1889 года., и закрылась в 1922 году. Ещё одним важным пропагандистом лимерикского кружева в этот период была Ишбель Гамильтон-Гордон, графиня Абердинская (1847—1939), которая в 1886 году учредила Ирландскую промышленную ассоциацию для поощрения движения «Покупай ирландское». Это было неотъемлемой частью возрождения лимерикского кружева как традиционного ремесла.
В 1904 году г-жа Мод Кирни (1873—1963), дочь Джеймса Ходкинсона, основателя известной фирмы специалистов по церковному убранству на Генри-стрит в Лимерике, основала бизнес по производству кружев, который она назвала Thomond Lace Industry. Компания Thomond Lace, базирующаяся в Томондгейте, на пике своего успеха нанимала от 50 до 80 рабочих. После Второй мировой войны лимерикское кружево быстро пришло в упадок.
Известно, что лимерикские кружева носили королева Виктория, Эдит Рузвельт и графиня Констанция Маркевич . Когда Джон Ф. Кеннеди посетил Лимерик в 1963 году, ему подарили кружевную крестильную одежду. Эта крестильная одежда была создана в монастыре Доброго Пастыря на Клэр-Стрит, Лимерик. Поколения церковных сановников также носили лимерикское кружево и использовали кружево для украшения своих церквей.
В музее Лимерика хранится самая большая коллекция лимерикского кружева в стране. Коллекция также хранится в Sisters of Mercy в Шарлевиле, графство Корк.

## Изготовление

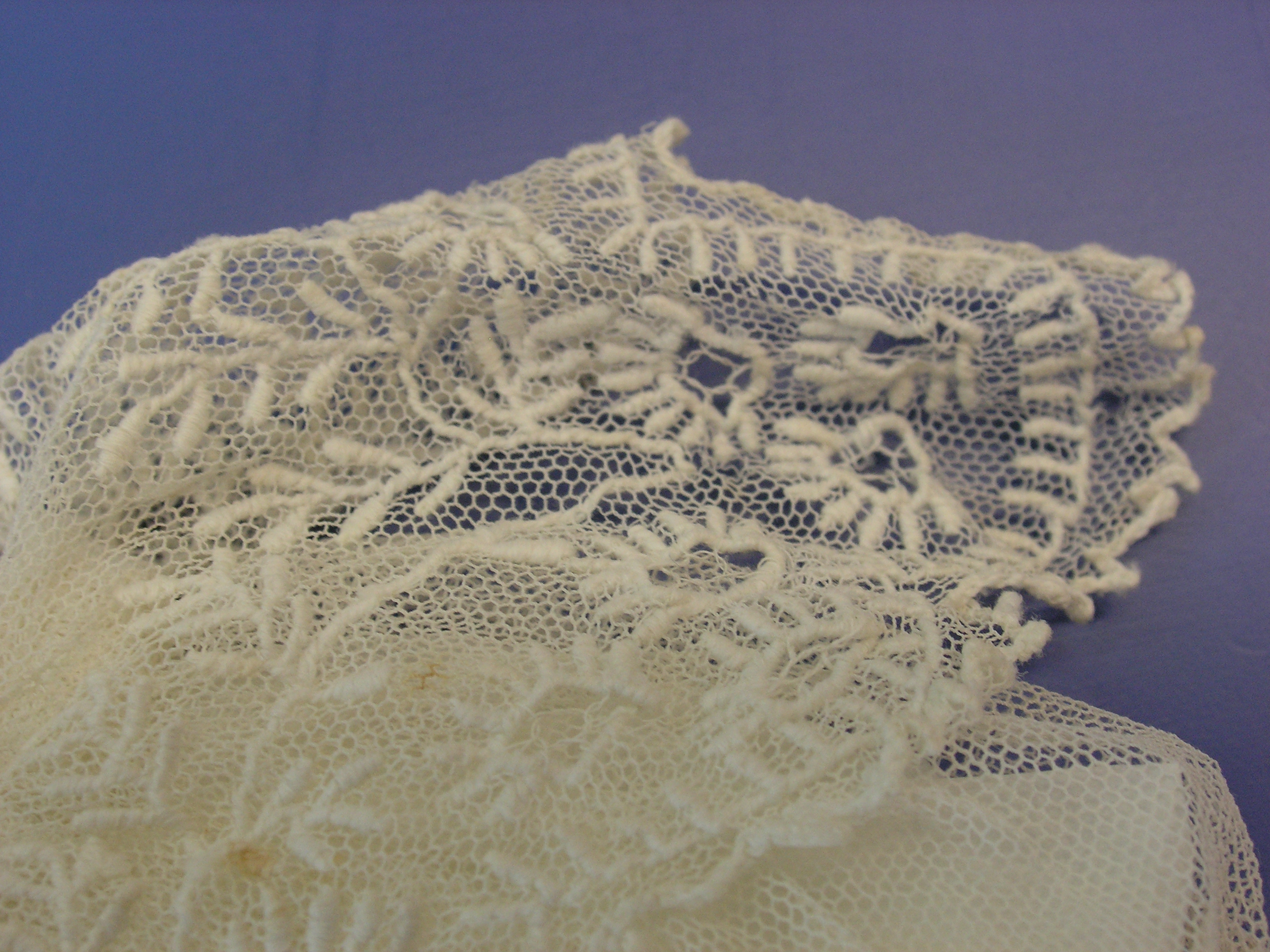
Деталь лифа младенца в стиле лимерикского кружевного тамбура.

Лимерикское кружево формируется на сетке с использованием одной или обеих двух техник:
- Тамбур — тамбурный стежок создается с помощью крючка.
- Needlerun — когда стежки штопаются на земле с помощью иглы.

Иногда применялась аппликация, в том числе сетчатая аппликация на сетку, из которой получалась паутинка. Типы кружев, которые производились на первой фабрике в это время, были фичу, светлая кружевная отделка и серое кружево (пятнистое), прослеживаемые тамбурными рабочими и заполняемые бегунами. Позже, в 1840-х годах, производились такие виды кружева, как мулине, атласная строчка, валансьен, двухстежка и моховая вышивка, однако появление машинного кружева повлияло на качество работы.

## Современное возрождение
Кружево из Лимерика по-прежнему производится на очень небольшой коммерческой основе отдельными кружевницами, такими как Эйлин Браун. Ряд занятий проводится как в Лимерике, так и по всей стране в попытке возродить эту практику.
В 2014 году городской совет Лимерика опубликовал исчерпывающую историю лимерикского кружева под названием " Удивительное кружево ", написанную доктором Мэтью Поттером, куратором музея Лимерика.
С 2017 года Музей Лимерика проводит серию выставок и конференций, как виртуальных, так и реальных, посвященных лимерикскому кружеву.